# 란 (북아일랜드)

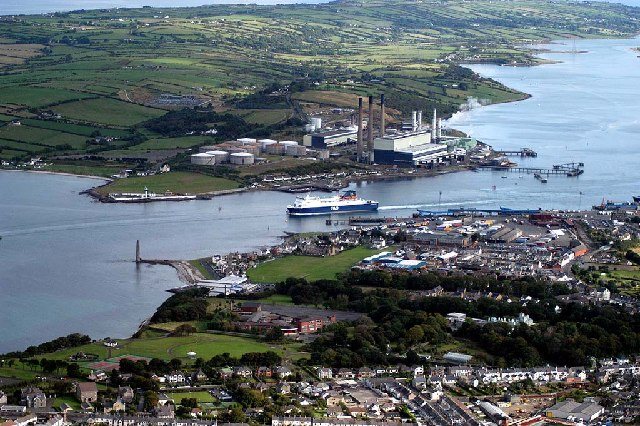
란

란(영어: Larne, 아일랜드어: Latharna)은 북아일랜드 앤트림주의 항구 도시이자 공업 도시로 인구는 32,180명(2011년 기준)이다. 벨파스트에서 30km 정도 떨어진 곳에 위치한다.